# 埃里希·冯·曼施坦因
埃里希·冯·曼施坦因（1887年11月24日—1973年6月10日），是一名职业军人，他在第二次世界大战中成为纳粹德国国防军中的指挥官。冯·曼施坦因的构想最终成为制订征服法国的“镰刀收割”（德語：Sichelschnitt）計畫的依据。在东线，他先后指挥了位于克里米亚和包围列宁格勒的军队，并随后担任南方集團軍的司令官。面对人数和装备都佔优势的苏联，他成功地阻止了苏联红军自斯大林格勒胜利之后的攻势，并成功地发动反击，夺取了哈尔科夫。最终因为和希特勒在战略上的分歧导致了他在1944年被解职。战后，他被英国军事法庭于1949年以战争罪判处18年监禁，但是4年后他就因为身體原因被释放了，随后他成为了西德政府的高级顾问，协助建立新的德国联邦国防军。

## 青少年时代
曼施坦因出生于柏林，刚出生时，全名叫做弗里茨·埃里希·冯·莱文斯基。是普鲁士贵族、砲兵上将爱德华·冯·莱文斯基（1829-1906）和海伦娜·冯·希普林（1847-1910）的第十个孩子。海伦娜的妹妹赫德维格·冯·希普林和步兵上将格奥尔格·冯·曼施坦因（1844-1913）结婚，他们没有子嗣，所以孩子还没有出生前就决定过继给他的姨父。埃里希刚出世，莱文斯基就就给老曼施坦因发了电报：“你今天得到了一个健康的孩子。母子平安。恭喜。”
埃里希·冯·曼施坦因不仅亲生父亲和嗣父都是普鲁士的将军，他母亲的兄弟和外祖父也是将军，其外祖父奥斯卡·冯·希普林在普法戰爭中擔任普軍第1軍團的參謀長。嗣祖父阿尔布雷希特·古斯塔夫·冯·曼施泰因曾在普法战争中指挥第9军。埃里希·冯·曼施坦因大舅汉斯·恩斯特·冯·希普林曾任普鲁士首相，二舅库尔特·冯·希普林是步兵上将，三舅埃里希·冯·希普林是海军护卫舰舰长。埃里希·冯·曼施坦因的三个伯父本诺·冯·曼施坦因、伊利玛·冯·曼施坦因和威廉·冯·曼施坦因都是德国陆军上尉。曼施坦因父母双方的亲戚中共有16名军官，其中许多都是将军以上军衔。陆军元帅、德国总统保罗·冯·兴登堡的夫人格特鲁德·冯·希普林是曼施坦因的亲姨妈。曼施坦因在斯特拉斯堡接受中学教育（1894-1899），这里在1870/71年的战争后就成为了德意志帝国的一部分。然后他在位于普伦和大利希费尔德的少年候补军官团度过了6年时光（1900–1906）。1906年3月曼施坦因作为一名见习军官参加了近卫军步兵第3团（Garde zu Fuß）。1907年1月晋升为少尉。1913年10月他进入柏林军事学院学习（也叫战争学院或战争大学）。

## 中年

### 第一次世界大战
在第一次世界大战期间，他在西线（比利时/法国，1916：凡尔登戰役，1917/18：香槟区）和东线（1915：波兰北部，1915/16：塞尔维亚，1917：爱沙尼亚）都服役过。1914年11月曼施坦因在波兰受重伤，1915年重返部队，升为上尉并以参谋军官的身分直到1918年战争结束。1918年他以参谋人员的身分志愿参加布莱斯劳的“前线自卫军”（Grenzschutz）并服役到1919年。

### 戰間期
1920年，曼施坦因和一个西里西亚地主的女儿，尤塔·西贝丽结婚，婚姻一直维持到1966年她去世时为止。他们有三个孩子：一个女儿名叫吉赛拉，两个儿子，长子吉罗生于1922年12月31日，1942年10月29日死于东线的北方战场，次子名叫吕迪格。
曼施坦因战后继续留在军队，在1920年代，他参与了创建德国国防军的进程，《凡尔赛条约》限定魏瑪共和國只能拥有最多10万人的军队。1920年他被提升为连长，1922年提升为营长。1927年晋升为少校，并且在参谋本部工作，并出访国外了解军事情况。直到1933年纳粹党篡夺权力，结束了威玛时期，开始扩充军队，破坏《凡尔赛条约》。
1935年7月1日，曼施坦因升任德国陆军参谋本部主管作战的第一厅厅长（Generalstab des Heeres）。在这个职位上，他提议研制「突击砲」（Sturmgeschütz），一种自行推进的突击火砲，为步兵提供直接的重火力支援，从而将戰車力量从这项传统任务中解放出来。这项提议导致了" StuG"系列突击砲的诞生，在第二次世界大战中被证明是最成功而且最物美价廉的武器之一。
1936年10月1日，他被提升为德国陆军总部首席副参谋总长（Oberquartiermeister I），受德国陆军总参谋长路德維希·贝克将军的直接领导。贝克和曼施坦因一起抵制纳粹党对军队的渗透。他们同时建议陆军在新的国防军最高统帅部应该具有超越其他军种的优先权，以此来对抗德国空军司令赫尔曼·戈林。
这些冲突加上他不是纳粹党的一员，曼施坦因被希特勒认为不合作，从而被调离柏林的陆军总部，到西里西亚的李格尼兹的陆军第18师任师长。

## 第二次世界大战

### 波兰
1939年8月18日，曼施坦因调任南方集團軍总部的参谋长，总司令是格特·冯·伦德施泰特上将，准备实施入侵波兰的“白色作战计畫”（Operation Fall Weiss）。在这里他和伦德斯泰特的作战处长袞特·布魯門特里特上校一起制定作战计畫。伦德斯泰特采纳了曼施坦因的方案，此方案要求将南方集团军的主要装甲单位集中到瓦尔特·冯·赖歇瑙上将率领的第10集团军，以求得决定性的突破，从而在维斯瓦河以西包围波兰军队主力。其他兩个从属于南方集团军的军团，威廉·李斯特上将率领的第14集团军和約翰內斯·布拉斯科維茨上将的第8集团军则负责在兩翼支持赖歇瑙的装甲突击力量直捣波兰的首都：华沙。
私下里曼施坦因对于进攻波兰并不是特别热心，他认为波兰作为德国和苏联之间的缓冲区更好，而且他也担心进攻波兰将会导致盟軍进攻，从而将德国拖入兩面作战的窘境。 
进攻于9月1日发动，开局顺利。在南方集团军群的战区内，第10集团军的装甲部队追上了撤退的波兰軍，使其来不及建立防线，第8集团军則在其侧翼防止分散的波兰軍在罗兹、拉多姆、波兹南地区集结。按照原计畫，南方集团军群应该首先向维斯瓦河直进，然后转向华沙；鉴于战场形势的变化，曼施坦因和伦德斯泰特决定在拉多姆地区对波兰部队进行合围。該包围行動取得了成功，清除了从南部到华沙的成规模抵抗力量。

### 法國

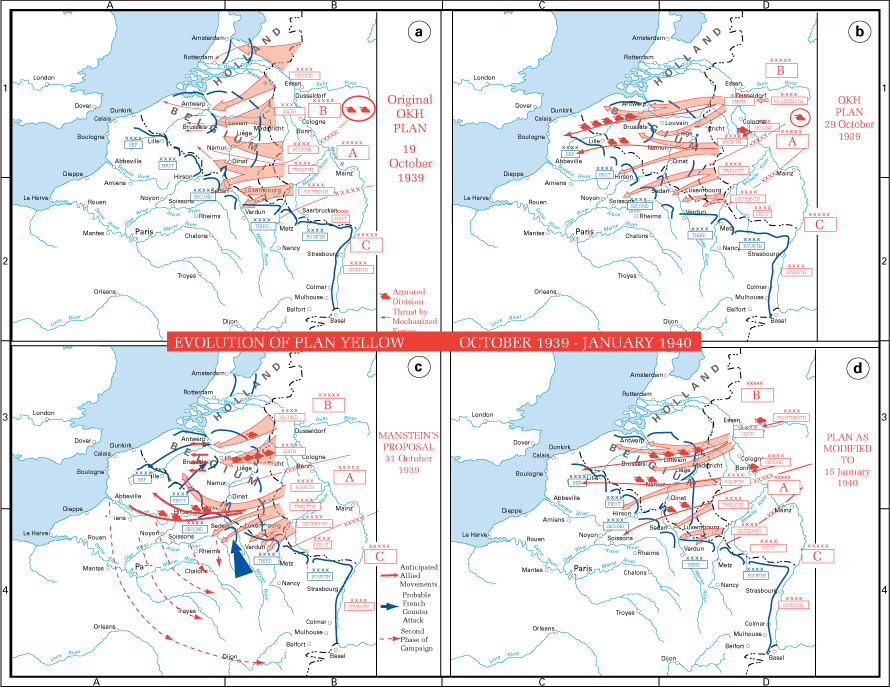
「黃色方案」的演進

戰爭初期曼施坦因以參謀官的身分在幕後發揮影響，原本德軍進攻法國擬定了以施里芬計劃為基本架構，此計畫為德軍裝甲主力配置在北方的B集團軍，目的是佔領法國北部的廣大臨海土地，以準備與英國作戰（當時德國各高層軍官並不認為可以在西線戰場上取得決定性勝負來擊敗法國，與其去強求那不可能的幻想，不如以局部勝利為目標，因此才打算效仿施里芬計劃），其正面強攻比利時和荷蘭，跟英法主力硬碰硬。
但曼施坦因認為：在我們這一代之中，居然無法制定出更好的計劃，而要去仿照那前人的計劃。因此他修改了此計畫，主張應將裝甲主力配置在南方的A集團軍，穿越阿登山區，由後方截斷孤立英法主力部隊。
他的計劃一開始並未受到重視。爾後由於1架聯絡飛機失事迫降於比利時，機上的軍官以及進攻計劃「黃色方案」被比利时所截獲后转交英法，引起了參謀本部震動。在经过多次努力提交计畫的情况下，得到了希特勒的接见，接见中他向希特勒介紹了自己的計劃，進而獲得了在軍事上喜愛冒險的希特勒大大賞識，並且被付諸實行。當法軍主力部隊與德軍在阿尼－讓布盧戰役一線交手時，德軍部隊成功突破阿登並向英吉利海峽進軍，成功將盟軍主力部隊封鎖於比利時和法國北部，而在成功包圍著法軍所有的一線部隊後，德軍發動「紅色方案」向魏剛防線與巴黎進軍，法國部隊雖奮勇抵抗但受制於空中力量的完全壓制與裝甲部隊的不足最終敗退。

### 巴巴羅薩行動

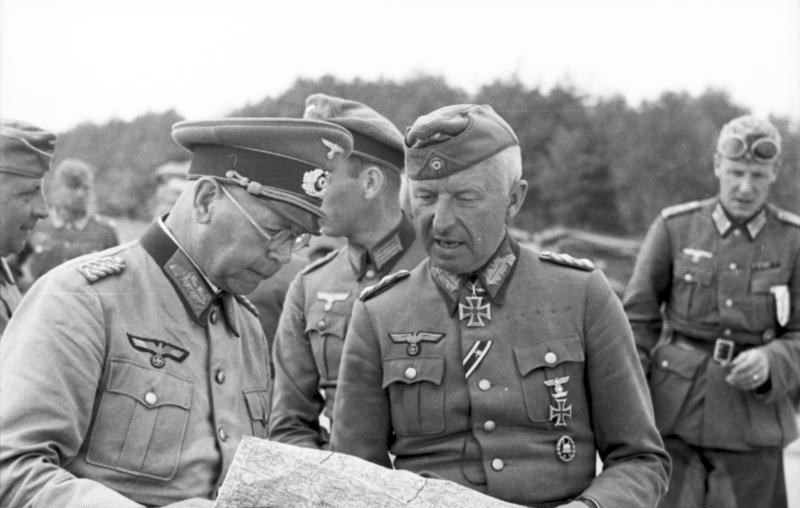
1941年6月，曼施坦因和他的下屬師長，艾里希·勃蘭登貝格

1941年3月15日 曼施坦因被命令指揮隸屬於艾里希·赫普納麾下的第56軍（1942年該軍始改稱為「第56裝甲軍」）。他在巴巴羅薩行動開始前6天抵達前線。
6月22日，希特勒轉向蘇聯發動了巴巴羅薩行動，300萬名德軍分成北方、中央、南方3大集團軍向俄國進攻。曼施坦因的部隊準備與喬爾格-漢斯·萊因哈特率領的第41裝甲軍共同攻佔位於陶格夫匹爾斯附近，道加瓦河的橋頭堡。蘇軍很快就發動反攻，但在拉塞尼艾戰役被德軍成功抵擋下來，蘇軍被擊毀大量戰車。曼施坦因的部隊進展迅速，在開戰後的4天之內，衝入敵境深達200公里，抵達道加瓦河，這令蘇聯軍措手不及。他認為裝甲部隊就是要不斷向前衝，以機動的方式深入敵陣，讓敵人無法重整旗鼓組成新的防禦陣地，一旦停下來就會成為敵軍的標靶，因此要不斷前進，最終獲得了4天深入達200餘公里的成就。
曼施坦因深深攻入了蘇聯腹地，不但把北方集團軍其他的部隊遠遠拋在後方，也使自己的部隊成為蘇軍反擊的目標。7月15日，第56軍在索利齊遭遇由尼古拉·費多羅維奇·瓦圖京所率領的蘇軍的反擊。這讓第56軍的進攻被阻擋在盧加。接著第56軍在德諾重新集結。這時曼施坦因被授予黨衛軍第4師指揮權。準備再次進攻盧加。
盧加於8月24日被第56軍攻佔。曼施坦因的下一個任務是進攻列寧格勒，但這時他被下令進軍舊魯薩以支援面臨被包圍的第50軍。8月12日，蘇軍再次發動反擊，孤立了3個德軍師。這讓德軍快速攻下列寧格勒的希望破滅。但這時曼施坦因在空軍支援下組織反擊，成功擊敗蘇軍，德軍俘虜了12,000人以及141輛戰車。曼施坦因曾經想讓他的部隊能暫時休息，但不被允許，因此他必須在惡劣的地形及天氣下繼續進攻。他被下令向東進攻至德米楊斯克地區。9月12日，曼施坦因的部隊攻到這座城市附近，但在此同時他被命令前往烏克蘭，領導南方集團軍麾下的第11集团军。

### 克里米亞

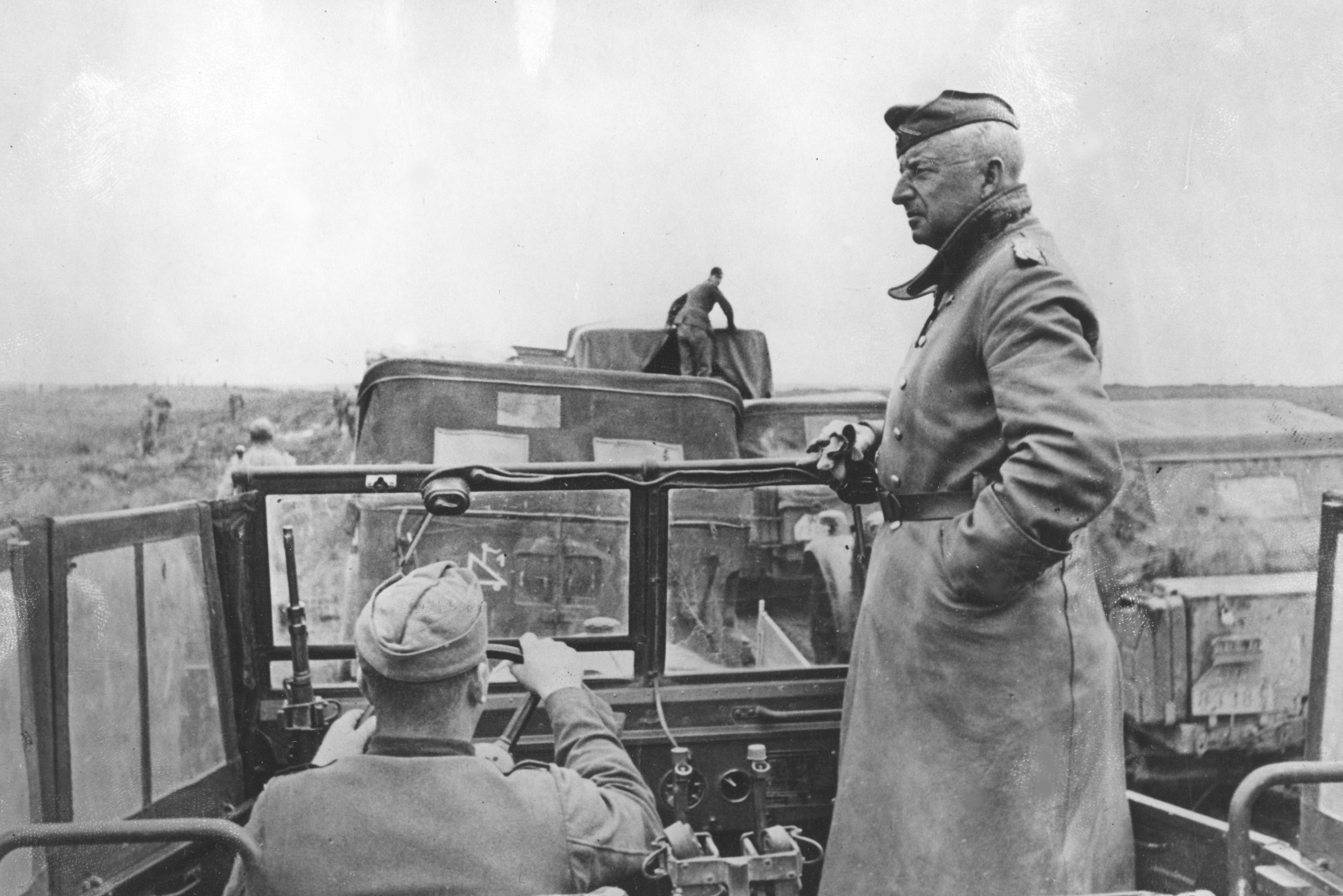
1942年在刻赤前線的曼施坦因

1942年，希特勒為了消除蘇聯對羅馬尼亞油田的轟炸威脅，準備攻打蘇軍位於黑海的克里米亞半島最大的海、空軍基地，於是他命令曼施坦因接任第11軍團司令。
曼施坦因率領第11軍團表現活躍，該軍團不僅攻入克里米亞半島，在蘇聯享有海空優勢的情況下，擊敗3至4倍以上的敵軍。此時蘇軍越過克赤海峽向克里米亞發動逆襲，他立刻決定停止攻打著名的塞瓦斯托波爾要塞，並對蘇軍發動反擊，成功阻止了蘇軍的進攻，俘擄敵軍17萬人，最終塞瓦斯托波爾港淪陷，這個光榮的戰役讓曼施坦因獲得了他的元帥權杖，他的成就已經足以證明其將道的卓越至極。

### 列寧格勒

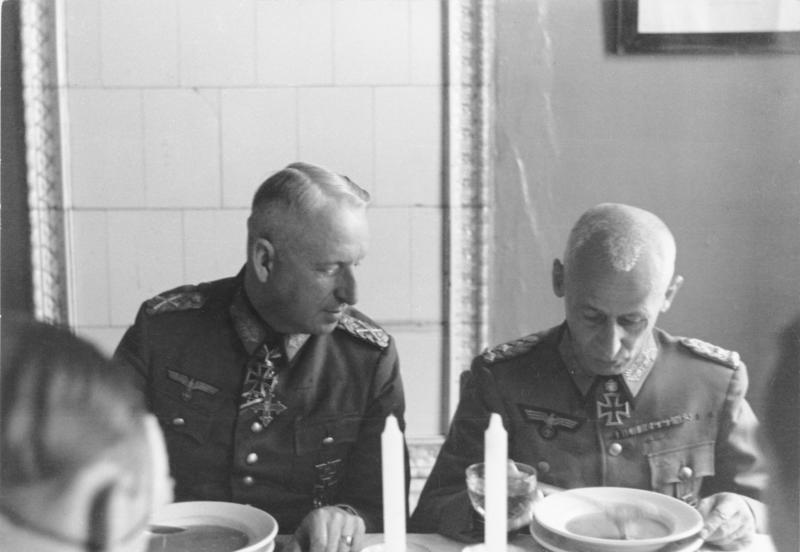
1942年，曼施坦因和第4裝甲軍團司令赫爾曼·霍特

曼施坦因在塞瓦斯托波爾的勝利，使希特勒認為帶領德軍進攻列寧格勒的最佳人選，就是曼施坦因。因此當曼施坦因元帥準備越過海峽，加入進攻高加索山的行列時，希特勒卻下令第11軍團必須向北往列寧格勒前進，並拿下該城。對此曼施坦因非常反對，他認為就算將第11軍團充當集團軍的總預備隊，也比將其浪費在一個次要戰場上任其消耗要來的明智。但最高統帥部的決定卻無法更改，於是第11軍團北上準備拿下列寧格勒。
第11軍團於8月下旬抵達列寧格勒戰場，曼施坦因決定以切斷蘇軍在拉多加湖補給線的方式來攻下列寧格勒（北光行動），此舉勢必要在其他方面冒著相當程度的風險抽出部分兵力加以突襲敵軍的補給線。當第11軍團發動攻擊之後。蘇軍完全受到了奇襲，就在曼施坦因即將成功之際，希特勒下令要他去解除蘇軍對德國第18軍團的威脅。但他認為這是發動此次攻勢所必須承擔的風險，如果不冒險的話是無法拿下列寧格勒的，但希特勒仍堅持要解決眼前的危機，於是德軍殲滅了蘇軍第2親衛軍團；然而，德軍從此以後再也無法發動對列寧格勒的進攻。
同時惡耗傳來，曼施坦因的兒子吉羅戰死了，對於痛失愛子的他無法悲傷太久，因為第6軍團在史達林格勒被包圍了，必須等著他去救援。

### 史達林格勒

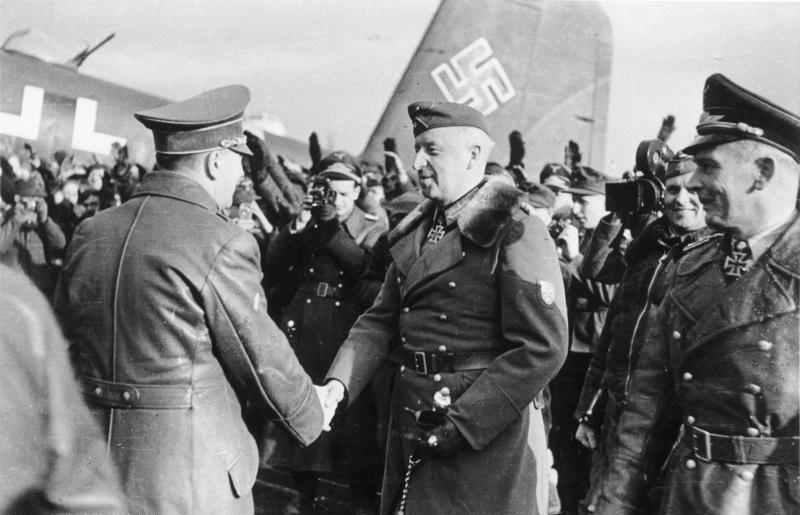
1943年3月10日在戒備森嚴下，希特勒飛到南方集團軍在烏克蘭扎波罗热的總部。在相片中可看到，陸軍元帥馮·曼施坦因在當地機場迎接希特勒，右邊是漢斯·包爾和德國空軍元帥沃爾弗拉姆·馮·里希特霍芬

此時，第6軍團被圍困在史達林格勒之中，由於希特勒下令不准撤出，突圍的時機早已失去。對此，曼施坦因認為第6軍團如今被大量蘇軍包圍，如果擅自突圍，則後方將會引來數百萬的蘇聯追兵，不如先以第6軍團吸引大量蘇軍包圍，等位於高加索山的A集團軍先行撤退之後，才能避免德軍整個南翼遭到殲滅。
在希特勒同意撤出A集團軍後，曼施坦因命令霍利特兵團（由羅馬尼亞第3及第4軍團的殘部組成）往東面發動佯攻，再由第4裝甲軍團從南邊突襲史達林格勒，以解救第6軍團。南邊的蘇軍完全受到了奇襲，因為他們認為德軍再也無力抵抗，想不到居然發動反擊，就在霍斯上將的第4裝甲軍團攻到離史達林格勒僅30餘公里時，包盧斯上將以並未收到元首的下令撤軍行動及燃料不足為理由拒絕突圍，如今再也無法挽救第6軍團的命運，德軍如今的首要任務，就是趕緊將A集團軍撤出，以挽救整個南面戰場，並讓第6軍團繼續吸引敵軍包圍，直到A集團軍安全撤出。對於第6軍團，這樣評價：
|  | 如果保卢斯的军队在战斗结束前投降，那么俄国人就会有优势，可以从保卢斯那裡和南部前线撤军，而我們在那里只有两支罗马尼亚軍團。因此德军第6集团军的抵抗，哪怕是拼尽最後一個人，也是必要的。 |

1943年1月保盧斯被晉升為元帥（歷史上從未有一名德國元帥被俘，意思是希特勒要他自盡），但他選擇投降，第6軍團僅剩的90,000人投降，只有5,000多人在戰後才重返德國。

### 第三次哈爾可夫戰役
時間進入2月蘇軍仍舊持續進攻，並在2月9日收復了庫爾斯克，並逼近哈爾科夫。2月13日，希特勒要求曼施坦因不計一切代價守住哈爾科夫，但是哈爾科夫還是在2月15日被蘇軍收復，但在此同時德軍開始進行重組。曼施坦因的頓河集團軍與B集團軍合併，連同新來的援兵組成新的南方集團軍，並由曼施坦因指揮。 1943年2月21日，他對過度拉長的蘇軍側翼發起了反攻，準備重新收復哈爾科夫，並殲滅位在庫爾斯克突出部的蘇軍。
這次攻擊證明是一個重大的成就，曼施坦因的部隊進展迅速，孤立了蘇軍的前進單位和蘇軍被迫停止大部分進攻行動。到3月2日霍斯的第4裝甲軍團之戰車先頭部隊和肯普夫的軍團支隊會合，切斷了蘇聯西南方面軍的大部分部隊，至3月9日德軍已經在克拉斯諾格勒和巴爾文科夫對蘇軍造成了沉重的損失。估計有23,000名蘇聯士兵陣亡，另有9,000人被俘，此外有615輛蘇軍戰車及354門火砲被俘獲。
曼施坦因再向前推進，其前鋒是保羅·豪塞爾的武裝親衛隊第2裝甲軍，經過被稱為第三次卡爾可夫戰役的血腥巷戰後，在3月14日奪回哈爾科夫。為表彰這一成就，曼施坦因獲得橡樹葉騎士十字勳章。武裝親衛隊第2裝甲軍及後在3月18日攻佔別爾哥羅德。3月23日戰場積雪開始融化，將地面變成大片的泥濘，於是雙方的戰鬥行動戛然而止。德軍無力繼續將位在庫爾斯克突出部的蘇軍加以殲滅。

### 庫爾斯克戰役

庫爾斯克戰役南部

7月5日城堡行動開始，德軍兵力對蘇軍有接近1：3的劣勢，然而在戰場的南部，曼施坦因率領的部隊仍然能夠突破蘇軍的防線，儘管坦克陷在地雷場，且蘇軍密集的防線拖慢了德軍的步調，他仍然成功地實現他最初的目標：抵達普洛霍羅夫卡，並對敵軍造成更多的傷亡。領導蘇軍防守庫爾斯克的格奧爾基·朱可夫元帥在他的回憶錄中，亦稱讚曼施坦因。但由於由京特·馮·克魯格和瓦爾特·莫德爾在北部地區領導的夾擊幾乎徹底失敗了：戰場北部的德軍在7月5日至10日的戰爭中遭受了25,000人的傷亡；長期缺乏步兵的支援和預備隊，以及盟軍入侵西西里的愛斯基摩人行動（頓內次盆地同樣也有大量蘇軍準備對第6軍團發動攻勢），因此希特勒在7月13日下令取消進攻，并同时抽调曼施坦因的装甲部队和战斗资源撤出库尔斯克战役，曼施坦因因此提出抗議，指出勝利幾乎在望，因為他覺得他已經取得了局部優勢，只要再作出多一點努力，他可以在蘇軍出動預備隊前攻破防線。然而希特勒仍然決定取消城堡行動。
德軍停止進攻後，曼施坦因認為德軍在庫爾斯克戰役已經獲勝，他甚至認為蘇軍受創的程度將使他們無法在1943年剩下的時間內再次發動進攻。然而，蘇軍恢復進攻力量的速度，遠遠超出包含曼施坦因在內的任何一個德軍將領之預期，因此當蘇軍在8月3日重新展開進攻時，南方集團軍遭到了沉重的打擊。
經過兩天的激戰，蘇軍收復了別爾哥羅德，並深深突破了德軍防線達56公里，持續朝著哈爾科夫前進。曼施坦因向希特勒要求增援，於是大德意志師、第7裝甲師、第13裝甲師，以及黨衛軍第2「帝國」裝甲師、黨衛軍第3「骷髏」師、黨衛軍維京師等部隊前往支援。
曼施坦因在獲得增援後，在8月13日至17日間對蘇軍展開反擊，希望可以重演在5個月前德軍重創蘇軍的結果。然而大德意志師的反擊，遭到蘇聯第4禁衛軍團阻止，而且傷亡慘重。曼施坦因向希特勒報告：除非撤退或是獲得額外增援，否則無法擋住蘇軍的進攻。
儘管蘇軍在整個7月和8月間傷亡人數高達160萬人，損失戰車及自走砲多達10,000輛，另外又損失了4,200架飛機，但是蘇軍恢復力量的速度實在太快，因此德軍在庫爾斯克的進攻暫停後不久，蘇軍便有足夠的力量立即展開反攻。

### 下第聶伯河
1943年9月15日希特勒終於決定讓德軍撤至第聶伯河，因此馮·曼施坦因將部隊撤回到第聶伯河西岸，對追擊的蘇軍造成重大人員傷亡。10月28日，蘇聯烏克蘭第4方面軍成功切斷位在克里米亞德軍與南方集團軍之間的聯繫，從而使克里米亞德軍被孤立；不久之後，蘇軍從基輔形成了一個突出部，並在到達關鍵地區日托米爾。這時德軍實施了成功的反擊，其中黨衛軍第1阿道夫·希特勒警衛旗隊裝甲師和第2帝國裝甲師，與第1、第7、第19和第25裝甲師及第68步兵師（第4裝甲軍團的一部分），在日托米爾前面迂迴蘇軍側翼。他們在赫爾曼·巴爾克將軍的指導下，在布魯西洛夫、拉多密歇和Meleni贏得了幾個值得注意的勝利。巴爾克和他的參謀長本來想攻擊突出部的根部及向基輔推進，但艾哈德·勞斯將軍卻贊成採取更審慎的方式。
從1943年10月中旬至1943年12月曼施坦因穩定了南線的戰局，但是經過增援的蘇聯烏克蘭第1方面軍在12月24日重新發動進攻，12月31日，日托米爾被蘇軍收復，並繼續前進。於是曼施坦因向希特勒要求撤退，被拒絕。1944年1月4日曼施坦因被希特勒召見，過程中曼施坦因再次向希特勒要求撤退，並要求希特勒給予他的將領們更多的指揮自由，還是被拒絕。
1944年1月下旬，曼施坦因在蘇軍的進攻下被迫進一步向西撤退，1944年2月中旬，他違抗希特勒“不惜一切代價守衛土地”的命令，命令南方集團軍中的第11軍和第42軍（包括6個師共56,000人）在1944年2月16至17日從“科爾遜口袋”中突圍。最後，希特勒在行動開始後接受了這次撤退行動，並下令突圍。
1944年3月蘇軍又再度展開攻勢，並隨即突破第4裝甲軍團與第1裝甲軍團之間的空隙，準備將第1裝甲軍團趕往羅馬尼亞山區並執行卡梅涅茨-波杜爾斯基包圍戰。朱可夫將裝甲兵力集中在東南邊，準備等第1裝甲軍團往南退卻後進行包圍，此時曼斯坦識破朱可夫的意圖，於是嚴格禁止第1裝甲軍團向南退往兵力不多的羅馬尼亞山區，但若想向西突圍又必須面對蘇聯兩個戰車軍團阻擋在前，於是曼斯坦命令第4裝甲軍團向東進攻，第1裝甲軍團同時向西進攻，使蘇軍受到奇襲，兩個軍團終於成功會合，避免20萬人再次受到包圍。

### 免職
儘管馮·曼施坦因從不懷疑希特勒最高統帥的地位，但他卻也認為最高統帥只需要關心政治、外交、整體大戰略，對於戰場上戰術性的問題，只需交付給將領即可，尤其是他對於希特勒的的靜態硬性防禦政策，完全無法認同，他在回憶錄中更直言這完全是胡鬧。因繼續和希特勒爭論有關在東線的總體戰略問題。曼施坦因主張有彈性的機動防禦戰略。他準備放棄領土，企圖使蘇軍兵力分散，或使它們過度前進，使德軍裝甲矛頭可以在兩翼反擊，以達到反擊並包圍殲滅的目標。希特勒卻忽視曼施坦因的意見，繼續堅持靜態戰。在所有陣地上，德軍必須捍衛到最後一人。由於這些頻繁的分歧，曼施坦公開主張希特勒應該要放棄對軍隊的指揮並且交由戰爭的專業人士管理，首先是建立東線戰場總司令一職（希特勒會反對也並非沒有理由。因為當時東戰場上，唯二有資格的人選是曼施坦因和倫德施泰特）。但是希特勒多次拒絕了這個想法，他擔心這會削弱他在德國擁有的權力。
這種爭論也驚動一些希特勒最親密的夥伴，如赫爾曼·戈林、約瑟夫·戈培爾和親衛隊首領希姆萊，他們都並不準備放棄任何權力。希姆萊開始公開質疑曼施坦因的忠誠，他旁敲側擊地向希特勒進言，指出曼施坦因是唯心主義和失敗主義者，不適合指揮部隊。曼施坦因頻繁的爭吵加上這些指控，導致希特勒於1944年3月31日決定解除曼施坦因的指揮權。1944年4月2日希特勒任命其堅定的支持者瓦爾特·莫德爾代替曼施坦因擔任南方集團軍指揮官。儘管如此，曼施坦因獲得橡葉帶劍騎士鐵十字勳章，這是德國軍隊中第三高的榮譽。
曼施坦因被免職後，進入了一所在布雷斯勞的眼科診所進行切除白內障的手術。他在德累斯頓附近休養，然後完全退出現役。雖然他沒有參加在1944年7月企圖刺殺希特勒的行動，但他在1943年左右已從亨寧·馮·特雷斯科等人中知道有關的陰謀。儘管曼施坦因也同意這種改變是必要的，但他拒絕加入他們的行列，因為他仍然認為要遵守自己的職責（他以一句“Preussische Feldmarschälle meutern nicht”——“普魯士的陸軍元帥絕不叛變。」來拒絕）。他還擔心一場內戰將隨之而來。雖然曼施坦因沒有參加策劃行動，但他也沒有出賣密謀者。1945年1月下旬，曼施坦因在家中集合了家人，並將他們疏散到德國西部的格尼茨。他在1945年8月23日向英國陸軍元帥伯納德·勞·蒙哥馬利投降並被英國軍隊逮捕。

## 戰後

### 審判
在紐倫堡審判期間，曼施坦因並未被起訴，而是以證人的身分出席。紐倫堡審判後曼施坦因被英國軟禁。冷戰期間受到來自蘇聯的壓力，英國政府接受蘇聯的指控並將曼施坦因以戰爭罪起訴，並且在1949年於漢堡舉行的英國軍事法庭審判前將他送入監獄。由於冷戰期間对抗蘇聯的需求和他過去的功績，許多英國的軍事專家，例如伯納德·勞·蒙哥馬利以及戰略家李德·哈特爵士，都曾公開表示對曼施坦因的處境感到同情。1949年8月，曼施坦因作为战犯被判处18年监禁，1952年由于健康原因而提前释放。

### 高級顧問
冷戰開始后，由于东西方国际形势的逆转，尤其是西方社会认为前苏联成为欧洲文明的共同敌人，而在地理上处于对阵苏联前方的德国，其军事地位和作用又重新需要定位。于是在1956年西德重建国防军，由于曼施坦因卓越的军事战略才华，獲聘為西德国防部高级顾问，并且也成为北约的军事顾问。1955年，布兰克司令部邀请曼施坦因与其他10名前高级军官一起制定重建德国军队的计划。1953年6月20日，他在联邦议院发表讲话，分析了战略力量考量和国家国防，并谈到国家应该拥有一支职业军队还是一支义务兵。 他的意见是，联邦国防军义务兵的服役期限至少应为18个月，最好是24个月。他组建预备役部队的想法后来得到了实施。
曼施坦因的战争回忆录《失去的胜利》于1955年在西德出版，后来被翻译成多种其他语言。 这本书是一本广受好评的畅销书，批评希特勒及其领导风格。利德哈特等历史学家认为，曼施坦因强调战争的纯粹军事方面，而忽视政治和道德方面，以此作为他自己和最高指挥部对屠杀事件的任何责任的开脱。 多年来，他成为军事崇拜的中心，这使他不仅成为德国最伟大的将军之一，而且成为历史上最伟大的将军之一。 包括伯努瓦·勒梅在内的传记作家认为，他对军事问题的狭隘关注而排除了道德问题，这不能被认为是道德的。
曼斯坦因出狱后和妻子搬了好几次家，在埃森和波恩住过一段时间，然后于1958年搬进慕尼黑附近的一所房子。他的第二卷回忆录《士兵的一生》 （Aus einem Soldatenleben）涵盖了 1887年至1939年期间的生活，于1958年出版。
在曼施坦因80岁生日之际，他受到了德国联邦国防军最高指挥官乌尔里希·德迈齐埃将军及其随行人员的祝贺。
埃里希·冯·曼施坦因于1973年6月9日晚因中风去世，享年85岁。作为倒数第二位幸存的德国陆军元帅（费迪南德·舍尔纳于1973年7月2日去世），他以完全的军事荣誉被埋葬。 数百名各级士兵参加了他的葬礼。 《明镜》杂志在曼施坦因的讣告中写道：“他被盲目的责任感误导，並协助走向灾难。”

### 著作
- 《失去的胜利》（1955年著，曼施坦因亲自撰写的战争回忆录）
- 《士兵的一生，1887-1939》（1958年著）

### 引用
1. ↑  Erich von 2002，第10頁.
2. ↑  《失去的胜利》—曼施坦因
3. ↑  To Leon Goldensohn (14 June 1946). Quoted in The Nuremberg Interviews - by Leon Goldensohn, Robert Gellately - History - 2004
4. ↑  Friedrich W. von 1956，第305-306頁.

## 外部連結
- (Fritz) Erich von Manstein / von Lewinski （页面存档备份，存于） at Achtung Panzer!
- Erich von Manstein: His Life, Character and Operations – A Reappraisal （页面存档备份，存于）  by Jörg Muth at Axis History Factbook（页面存档备份，存于）
- Chronology （页面存档备份，存于）.
- Erich von Manstein – ein unpolitischer Soldat? （页面存档备份，存于） – A critical assessment of von Manstein by Michael Schröders (in German).
- The New York Review of Books: How Wrong Was Churchill? （页面存档备份，存于） by Noel Annan
- Erich von Manstein's Counterattack （页面存档备份，存于） by F.W. Weatherbee, Jr. – Encompass: A Journal of Military History Vol. I No. 1; February 2004.
- Kursk Reconsidered: Germany's Lost Victory by George M. Nipe, Jr. – World War II Articles 1998
- The Crimean Campaign – 1942 （页面存档备份，存于） by Victor Nitu; worldwar2.ro
- The Crimean Campaign（页面存档备份，存于） at wehrmacht-awards.com
- Hitler's Warriors – The Strategist （页面存档备份，存于） English edition of a documentary on Manstein; from a 1998 ZDF series.

| 军职                              | 军职                                            | 军职                                         |
| --------------------------------- | ----------------------------------------------- | -------------------------------------------- |
| 前任者： 赫尔曼·霍特中尉          | 第18步兵师师长 1938年4月1日 – 1939年8月26日     | 繼任者： 弗里德里希·卡尔·克兰兹中尉          |
| 前任者： 无                       | 第38军军长 1940年2月1日 – 1941年2月28日         | 繼任者： 弗里德里希·威廉·冯·查普伊斯步兵上将 |
| 前任者： 无                       | 第56军军长 1940年2月28日 – 1941年9月21日        | 繼任者： 斐迪南·绍尔装甲兵上将               |
| 前任者： 欧根·里特·冯·肖伯特大将  | 第11集团军司令 1941年9月21日 – 1942年11月21日   | 繼任者： 顿河集团军群                        |
| 前任者： 第11集团军和其他部队     | 顿河集团军群司令 1942年11月21日 – 1943年2月12日 | 繼任者： 南方集团军群                        |
| 前任者： 马克西米连·冯·魏克斯元帅 | 南方集团军群司令 1943年2月12日 – 1944年3月30日  | 繼任者： 瓦尔特·莫德尔元帅                   |
| 奖项与成就                        |                                                 |                                              |
| 前任者： 乔治·马歇尔              | 时代周刊封面 1944年1月10日                      | 繼任者： 奥维塔·卡尔普·霍比                  |